# Daughter
Daughter (МФА [dɔːtə], в пер. с англ. Дочь) —  инди-фолк группа из Англии, возглавляемая уроженкой Северного Лондона Еленой Тонра (род. 15 января 1990). Группа была сформирована в 2010 году после присоединения швейцарского гитариста Игоря Хаефели и барабанщика Реми Агуилелла из Франции. Коллектив выпустил четыре EP, три сингла и два альбома, и в настоящее время подписан на выпуск в Glassnote (Северная Америка) и 4AD (Европа).

## Дискография

### Студийные альбомы
| Название альбома            | Подробности                                                                  | Наивысшие позиции в чартах | Наивысшие позиции в чартах | Наивысшие позиции в чартах | Наивысшие позиции в чартах | Наивысшие позиции в чартах | Наивысшие позиции в чартах | Наивысшие позиции в чартах | Наивысшие позиции в чартах | Наивысшие позиции в чартах | Наивысшие позиции в чартах | Наивысшие позиции в чартах |
| Название альбома            | Подробности                                                                  | AUS                        | AUT                        | BEL                        | NL                         | FRA                        | IRE                        | SCO                        | NZ                         | SWI                        | UK                         | US                         |
| --------------------------- | ---------------------------------------------------------------------------- | -------------------------- | -------------------------- | -------------------------- | -------------------------- | -------------------------- | -------------------------- | -------------------------- | -------------------------- | -------------------------- | -------------------------- | -------------------------- |
| If You Leave                | - Выпущен: 18 марта 2013 - Лейбл: 4AD - Форматы: CD, Vinyl, скачивание       | 50                         | —                          | —                          | —                          | 109                        | —                          | 27                         | —                          | —                          | 16                         | 97                         |
| Not to Disappear            | - Выпущен: 15 января 2016 - Лейбл: 4AD - Форматы: CD, Vinyl, скачивание      | 26                         | 26                         | 11                         | 32                         | 107                        | 30                         | —                          | 40                         | 12                         | 17                         | 80                         |
| Music from Before the Storm | - Выпущен: 1 сентября 2017 - Лейбл: Glassnote - Форматы: Vinyl, скачивание   | —                          | —                          | 93                         | —                          | —                          | —                          | —                          | —                          | 86                         | —                          | —                          |
| Stereo Mind Game            | - Выпущен: 7 апреля 2023 - Лейбл: Glassnote - Форматы: CD, Vinyl, скачивание | -                          | -                          | -                          | -                          | -                          | -                          | -                          | -                          | -                          | -                          | -                          |

### Другие релизы
- Demos EP (Self-Released, 2010)
- His Young Heart EP (Self-Released, 2011)
- The Wild Youth EP (Communion, 2011)
- 4AD Sessions EP (4AD, 2014)
- Middle Farm Session EP (4AD, 2025)

### Синглы
- «Smother» (4AD, 2012)
- «Human» (4AD, 2013)
- «Youth» (4AD, 2013)
- «Doing the Right Thing» (4AD, 2015)
- «Numbers» (4AD, 2015)
- «How» (4AD, 2016)
- «No Care» (4AD, 2016)
- «The End» (4AD, 2016)
- «Burn It Down» (2017)
- «All I Wanted (Live At Asylum Chapel)» (4AD, 2018)
- «Be On Your Way» (2023)

## Музыканты
- Елена Тонра — вокал, гитара, бас
- Игорь Хаефели — гитара, бас, бэк-вокал
- Реми Агуилелла — барабаны, перкуссия

## Ex:Re
30 ноября 2018 года Елена Тонра выпустила свой первый сольный альбом Ex:Re.